# Glacera del Giétro
La glacera del Giétro (també escrita Giétroz) es troba a Suïssa, al sud-oest dels Alps Penins, al nivell de la presa de Mauvoisin. S'estén 4,5 km en una vall d'uns 1.500 m d'amplada i cobreix una àrea de 5,3 km².

## Geografia
Prové de la gelera penjada a Ruinette (3.875 m) i al Mont Blanc de Cheilon (3.870 m). A la seva part superior, la glacera és relativament plana. Després flueix cap al nord al llarg del Mont Rouge du Giétro i després es ramifica cap a l'oest entre Pleureur (3.704 m) i l'extrem nord de la carena del Mont Rouge du Giétro. En l'últim quilòmetre, la glacera té un pendent del 40 % i es formen un gran nombre d'escletxes. La llengua glacial acaba a uns 2.750 m. Una part de la glacera es comunica amb la glacera Cheilon a través del coll Cheilon a 3.243 m. L'aigua de la glacera desemboca al llac Mauvoisin i s'uneix a la Dranse de Bagnes, un afluent del Roine.

## Catàstrofes
Durant la Petita Edat de Gel, la glacera del Giétro era cada vegada més gran. Entre els segles XVI i XIX, la glacera va causar diverses inundacions anomenades les canonades de Giétroz. Aleshores, la glacera va baixar a la vall, al lloc actual de la presa de Mauvoisin, i va bloquejar les aigües de la Dranse. Aquesta presa natural va crear un llac que podia assolir dimensions crítiques i, al seu torn, va trencar brutalment la presa de gel. Aquestes desastres glacials van ser l'origen de diverses catàstrofes.
El 1549, la glacera va provocar una inundació que va destruir diversos ponts de la vall. El 25 de maig de 1595, 140 persones van morir per la brutal inundació. Al voltant de 500 cases van ser destruïdes. Segons els registres, el 1640 es va produir una altra inundació menor. Entre el 1805 i el 1817, la glacera va avançar significativament i va provocar l'aparició d'un llac. El maig de 1817 es va formar una bretxa però el cabal d'aigua no va tenir conseqüències greus.

### Inundació de 1818

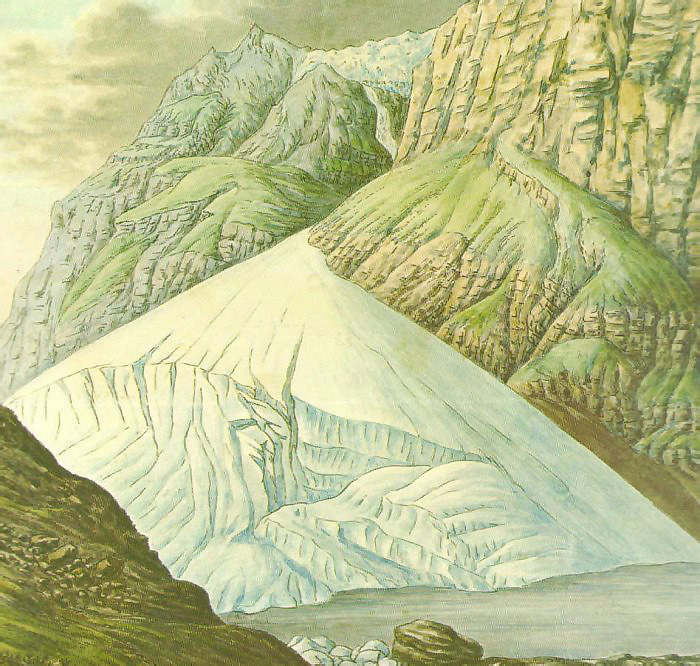
La glacera del Giétro, aquarel·la del 1818 de Hans Conrad Escher von der Linth. Vegis la importància del con al nivell de la presa d'arc actual i del llac format als peus de la presa de gel

El 1818, el llac es va reformar uns 2 km i a una profunditat de 60 m. L'enginyer cantonal, Ignace Venetz, va ordenar al maig que es cavés una rasa per evacuar l'aigua que pujava perillosament. Venetz va estimar que el volum del llac rondava els 30 milions de m³ i que la presa de gel era de 10 milions de m³. L'operació va ser parcialment reeixida ja que el llac va assolir els dos terços del seu nivell, però el dic, debilitat per l'erosió causada pel flux, va cedir de sobte. El 16 de juny de 1918, a les 16h 30, 20 milions de m³ d'aigua es van abocar a la vall. La inundació i els blocs de gel van causar la mort de 44 persones (incloses 34 a Martigny on va arribar 90 minuts després de l'obertura de la bretxa) i molts danys a la regió, després de l'obertura de la bretxa).

## Avui
La retirada de la glacera durant el segle següent gairebé va eliminar el risc de formar-se una nova presa. Des de la construcció de la presa d'arc, les caigudes de gel acaben el seu curs al llac artificial. La glacera, però, es manté sota una estreta vigilància per evitar que un bloc massiu caigui al llac i provoqui el desbordament de les seves aigües sobre la presa. En aquest punt, la glacera del Giétro és similar a la de l'Allalin que va causar un desastre a Mattmark l'agost de 1965.

Evolució de la glacera en metres (1881-2002). En verd, les diferències acumulatives de longitud. En vermell, les variacions anuals de longitud.